# Ioannis Ketseas
Ioannis Ketseas (griechisch Ιωάννης Κετσέας, * 16. September 1887 in Athen; † 6. April 1965 ebenda) war ein griechischer Politiker, Bankier, Sportler und Sportfunktionär. Er war Mitglied des Internationalen Olympischen Komitees und der Gründungspräsident der Internationalen Olympischen Akademie.

## Leben
Ketseas nahm bei den Olympischen Zwischenspielen 1906 in Athen am Tennis-Doppelbewerb teil. In der ersten Runde dort spielte er an der Seite von Georgios Skouzes und schied im ersten Match gegen Georgios Simiriotou und Nikolaos Zarifis aus. 1907 gewann er im Einzel und Doppel bei den Griechischen Meisterschaften. 1906 wurde er auch Griechischer Meister im Hochsprung, woraufhin er zu den Olympischen Zwischenspielen gemeldet wurde, aber nicht teilnahm. Im Rudern wurde er 1909 im Vierer Zweiter bei den Griechischen Meisterschaften. Von 1929 bis 1932 war er Präsident des Griechischen Leichtathletikverbandes, von 1939 bis 1946 Präsident des Griechischen Tennisverbandes und gleichzeitig Generalsekretär des Griechischen Olympischen Komitees. Hier arbeitete er dem Kronprinzen Paul von Griechenland als Präsident zu. Ketseas war neben dem Sport außerdem zeitweise Leiter der griechischen Nationalbank und arbeitete für das Außenministerium. 1946 wurde er als Mitglied in das Internationale Olympische Komitee aufgenommen und engagierte sich hier besonders für die Errichtung der Internationalen Olympischen Akademie, die er mit Carl Diem erfolgreich gründete und als Gründungspräsident bis zu seinem Tode führte. Von 1953 bis 1954 war er zudem Präsident des Griechischen Olympischen Komitees.